# Эрглис, Гатис
Га́тис Э́рглис (латыш. Gatis Ērglis; 24 апреля 1969, Сигулда) — советский и латвийский футболист, латвийский футбольный тренер. C 2010 по 2018 годы был главным тренером клуба «Валмиера».

## Биография
Родился Гатис Эрглис в 1969 году в Сигулде, а в 1971 году его семья перебралась в Валмиеру. Сперва Гатис занимался лыжным спортом, но в 5 классе футбол стал для него основным увлечением. Основам футбола его научил первый тренер Айвар Пундыньш.
Обучаясь ещё в детско-юношеской спортивной школе, Гатис Эрглис был приглашён в местную команду «Гауя», с которой в 1985 году завоевал бронзовые медали чемпионата Латвийской ССР.

## Достижения
«Гауя»
- Бронзовый призёр чемпионата Латвийской ССР: 1985.
- Финалист Кубка Латвии: 1986.

 РАФ
- Серебряный призёр чемпионата Латвии: 1992, 1994.
- Бронзовый призёр чемпионата Латвии: 1993, 1995.
- Обладатель Кубка Латвии (1): 1993.